# AFDL

Vlag van de AFDL

De Alliantie van Democratische Krachten voor de Bevrijding van Congo-Zaïre (ADFLC; Frans: Alliance des Forces Démocratiques pour la Libération du Congo-Zaïre), ook bekend onder de Franse afkorting AFDL, was een coalitie van Rwandese, Oegandese, Burundese en Zaïrese dissidenten, ontevreden minderheidsgroepen en naties die Mobutu Sese Seko omver wierpen en Laurent-Désiré Kabila aan de macht brachten in de Eerste Congolese Burgeroorlog. Hoewel de groep erin slaagde Mobutu omver te werpen, viel de alliantie uiteen nadat Kabila niet instemde met de eisen van zijn buitenlandse supporters, Rwanda en Oeganda, wat het begin markeerde van de Tweede Congolese Burgeroorlog in 1998.

## Achtergrond
De AFDL werd opgericht op 18 oktober 1996 in het oosten van de Congo. ze bestond uit de volgende organisaties:
- de Revolutionaire Volkspartij (Parti de la révolution du peuple, PRP) van Laurent Kabila,
- de Democratische Volksalliantie (Alliance Démocratique des Peuples, DP) van de Banyamulenge,
- de Revolutionaire Beweging voor de Bevrijding van Zaïre (Mouvement Révolutionaire pour la Libération du Zaïre) van Nindaga Masusu en
- la Conseil National de Résistance pour la Démocratie.

De Alliantie werd gedomineerd door de Tutsi-strijders van de Banyamulenge. Deze gedisciplineerde krijgers brachten de Katangees Kabila naar Kinshasa, en moordden onderweg lustig los op de Hutu's in de vluchtelingenkampen.  
Op 17 mei 1997 werd Kinshasa 'bevrijd'.
Na een jaar leidde de machtsstrijd binnen de AFDL tussen de Katangezen en de Toetsi tot een nieuwe burgeroorlog. Op 15 augustus 1998 nam Kabila met zijn regering de wijk naar zijn geboorteland. Maar met steun van Angola, Zimbabwe en Namibië heroverde hij de hoofdstad.
Achtergrond:
Shaba I ·
Shaba II · 
Tweede Soedanese Burgeroorlog · 
Oorlog in Oeganda (1986-1994) · 
Onrust in Zaïre 1991 · 
Burundese burgeroorlog · 
Rwandese burgeroorlog · 
Moord op Juvénal Habyarimana en Cyprien Ntaryamira ·
Rwandese genocide ·
Grote Meren Vluchtelingencrisis
Oorlog:
Formatie van de AFDL ·
Eerste Congolese Burgeroorlog ·
Bloedbaden van de Hutu's tijdens de Eerste Congolese Burgeroorlog ·
Operatie Thunderbolt (1997) ·
omverwerping van Mobutu Sese Seko